# Dragoslav Jevrić
Dragoslav Jevrić (szerb cirill betűkkel Драгослав Јеврић; Ivangrad, 1974. július 8. – ) szerb válogatott labdarúgókapus.

## Pályafutása

### Klubcsapatban
Ivangradban született. 1992-ben a Rudar Pljevlja kezdte a pályafutását. Az 1992–93-as idényben az FK Priština együttesében játszott. 1993 és 1995 között az FK Obilić játékosa volt. 1995 és 1999 között a Crvena zvezda kapuját őrizte. A fővárosi csapattal három kupát nyert. 1999-ben Hollandiába igazolt a Vitesse csapatához, ahol hat évig játszott. 2005-ben Törökországba szerződött az Ankaraspor együtteséhez. 2007 és 2009 között az izraeli Makkabi Tel-Avivot erősítette. A 2009–10-es szezonban a Makkabi Petah Tikva volt a csapata. 2010 és 2012 között Cipruson az Omónia együttesében szerepelt.

### A válogatottban
2002 és 2006 között 43 alkalommal szerepelt a szerb-montenegrói válogatottban. Részt vett a 2006-os világbajnokságon, ahol a Hollandia, az Argentína és az Elefántcsontpart elleni csoportmérkőzésen is kezdőként lépett pályára.

## Sikerei, díjai
Crvena zvezda
- Szerbia és Montenegró-i kupagyőztes (3): 1995–96, 1996–97, 1998–99

Omónia
- Ciprusi kupagyőztes (2): 2010–11, 2011–12
- Ciprusi szuperkupagyőztes (1): 2010